# 王瑒
王 瑒（おう よう、普通4年（523年）- 太建8年5月13日（576年6月24日））は、南朝梁から陳にかけての政治家。字は子璵。本貫は琅邪郡臨沂県。

## 経歴
王沖の十二男として生まれた。梁の大同年間、秘書郎を初任とし、太子洗馬に転じた。元帝に召されて中書侍郎となり、殿省に宿直し、相府の記録をつかさどった。東宮内史となり、太子中庶子に転じた。生母が死去したため、丹陽に帰って喪に服した。承聖3年（554年）、江陵が西魏の侵攻により陥落し、蕭方智が梁王を称すると、王瑒は仁威将軍・尚書吏部郎中に任じられた。承聖4年（555年）、貞陽侯蕭淵明が帝を称し、蕭方智が太子となると、王瑒は散騎常侍の位を受け、東宮に仕えた。
紹泰2年（556年）、陳霸先が司徒となると、王瑒はその下で司徒左長史となった。永定元年（557年）、陳が建国されると、五兵尚書を代行した。永定3年（559年）、文帝が即位すると、散騎常侍の位を受け、太子庶子を兼ね、東宮に仕えた。左驍騎将軍・太子中庶子に転じた。天康元年（566年）、廃帝が即位すると、左驍騎将軍を兼ねたまま侍中となった。光大元年（567年）、父の死去により辞職して喪に服した。
宣帝が即位し、太建元年（569年）になると、再び侍中・左驍騎将軍となった。太建年間に度支尚書に転じ、羽林監を兼ねた。信威将軍・雲麾始興王長史となり、州府の事務を代行することとなった。赴任しないうちに、中書令に転じた。太建5年（573年）10月、吏部尚書に任じられた。太建6年（574年）12月、尚書右僕射となった。太建7年（575年）6月、尚書僕射となった。12月、尚書左僕射となった。
太建8年5月庚寅（576年6月24日）、死去した。享年は54。侍中・特進・護軍将軍の位を追贈された。諡は光子といった。

## 伝記資料
- 『陳書』巻23 列伝第17
- 『南史』巻21 列伝第11